# نمو الجهاز العصبي عند الإنسان
يشمل نمو الجهاز العصبي عند البشر أو النمو العصبي دراسات علم الأجنة وعلم الأحياء النمائي والعلوم العصبية من أجل وصف الآليات الخلوية والجزيئية التي يتشكل بواسطتها الجهاز العصبي المعقد لدى البشر، بالإضافة إلى نموه خلال مرحلة النماء السابق للولادة واستمرار نموه بعد الولادة.
تشمل بعض معالم النمو العصبي لدى الجنين كلًا من توليد العصبونات من طلائع الخلايا الجذعية وتمايزها (تخلق النسيج العصبي)، وهجرة العصبونات غير الناضجة من أماكن نشأتها في الجنين إلى موضعها النهائي، ونمو المحاور من العصبونات وتوجيه مخروط النمو المتحرك خلال الجنين باتجاه النهايات ما بعد المشبك، وتوليد المشابك بين هذه المحاور ومقابلاتها بعد المشبكية، والتقليم المشبكي الذي يحدث في فترة المراهقة، وفي النهاية التغيرات المشبكية التي تحدث مدى الحياة ويُعتقد أنها مسؤولة عن التعلم والذاكرة.
بشكل نموذجي، يمكن أن تُقسم هذه العمليات العصبية النمائية بشكل واسع إلى فئتين: آليات مستقلة عن النشاط وآليات معتمدة على النشاط. يُعتقد عمومًا أن الآليات المستقلة عن النشاط تمثل عمليات ربط تحددها البرامج الوراثية التي تحدث داخل العصبونات الفردية. وتشمل التمايز والهجرة الخلوية وتوجيه المحاوير إلى مناطقها الهدف الأولية. يُعتقد أن هذه العمليات مستقلة عن النشاط العصبي والتجربة الحسية. بمجرد وصول المحاور العصبية إلى مناطقها الهدف، تبدأ الآليات المعتمدة على النشاط بالعمل. يتوسط كلٌ من النشاط العصبي والتجربة الحسية عملية تشكيل المشابك الجديدة، بالإضافة إلى اللدونة المشبكية، التي ستكون فيما بعد مسؤولةً عن تحسين الدوائر العصبية الناشئة.[بحاجة لمصدر]

## نمو الدماغ البشري

### لمحة عامة
ينشأ الجهاز العصبي المركزي (سي إن إس) عن الأديم الظاهر، أي طبقة النسيج الخارجية في الجنين. يظهر الأديم الظاهر العصبي في الأسبوع الثالث من نمو الجنين البشري ويشكل الصفيحة العصبية على طول الجانب الظهري للجنين. تُعد الصفيحة العصبية مصدر غالبية العصبونات والخلايا الدبقية في الجهاز العصبي المركزي. يتشكل ثلم على طول محور الصفيحة العصبية الطويل، بحلول الأسبوع الرابع من النمو الجنيني، تلتف الصفيحة العصبية على نفسها لتعطي الأنبوب العصبي، الذي يمتلئ بالسائل الدماغي الشوكي (سي إس إف). مع استمرار الجنين بالنمو، يشكل الجزء الأمامي من الأنبوب العصبي ثلاث حويصلات دماغية أولية، تصبح المناطق التشريحية الأولية للدماغ: الدماغ الأمامي، والدماغ المتوسط والدماغ الخلفي. تتوسع هذه الحويصلات الأولية وتخضع إلى المزيد من الانقسامات لتشكل خمس حويصلات دماغية ثانوية، الدماغ الانتهائي (القشرة المخية والعقد القاعدية المستقبلية)، والدماغ البيني (المهاد والوطاء المستقبليان)، والدماغ المتوسط (الأكيمة المستقبلية)، والدماغ التالي (جسر فارول والمخيخ المستقبليان) والدماغ البصلي (البصلة السيسائية المستقبلية). تمتد الحجرة المركزية المليئة بالسائل الدماغي الشوكي من الدماغ الانتهائي إلى النخاع الشوكي، وتشكل الجهاز البطيني النامي من الجهاز العصبي المركزي. نظرًا إلى أن الأنبوب العصبي مسؤول عن تكوين الدماغ والنخاع الشوكي، فإن أي طفرة في هذه المرحلة من النمو الجنيني قد تؤدي إلى تشوهات قاتلة مثل انعدام الدماغ أو إعاقات دائمة مثل تشقق العمود الفقري. خلال هذه الفترة، تحتوي جدران الأنبوب العصبي على الخلايا الجذعية العصبية، التي تقود نمو الدماغ عبر انقساماتها العديدة. تتوقف بعض الخلايا عن الانقسام تدريجيًا وتتمايز لتعطي العصبونات والخلايا الدبقية، التي تُعتبر المكونات الخلوية الرئيسية للجهاز العصبي المركزي. تهاجر العصبونات المتولدة حديثًا إلى مختلف أجزاء الدماغ النامي وتنظم نفسها داخل بنى الدماغ المختلفة. بمجرد وصول العصبونات إلى مواضع أمكنتها، تمتد عنها المحاوير والتغصنات، التي تسمح لها بالاتصال مع العصبونات الأخرى بواسطة المشابك. يؤدي الاتصال المشبكي بين العصبونات إلى تأسيس شبكة من العصبونات الوظيفية التي تتوسط العمليات الحسية والحركية، وتتحكم بالسلوك.

### التحريض العصبي
يتخصص الأديم الظاهر خلال مراحل النمو الجنيني المبكرة في تكوين البشرة (الجلد) والصفيحة العصبية. يتطلب تحول الأديم الظاهر غير المتمايز إلى الأديم الظاهر العصبي إشارات من الأديم المتوسط. مع بدء تشكل المعيدة، تنتقل خلايا محتملة للأديم المتوسط خلال شفة مسم الأريمة الظهرية وتشكل طبقةً بين الأديم الباطن والأديم الظاهر. تؤدي خلايا الأديم المتوسط المهاجرة على طول الخط المتوسط الظهري إلى تشكيل بنية تُسمى الحبل الظهري. تنمو خلايا الأديم المتوسط التي تعتلي الحبل الظهري لتعطي الصفيحة العصبية استجابةً للإشارة الانتشارية التي ولدها الحبل الظهري. أما الجزء المتبقي من الأديم الظاهر فيعطي البشرة (الجلد). تُدعى قدرة الأديم المتوسط على تحويل الأديم الظاهر العلوي إلى نسيج عصبي بالتحريض العصبي.
تنطوي الصفيحة العصبية باتجاه الخارج خلال الأسبوع الثالث من الحمل وتشكل الثلم العصبي. تنغلق الطيات العصبية لهذا الثلم بدءًا من منطقة الرقبة المستقبلية لتشكل الأنبوب العصبي. يُسمى تكوين الأنبوب العصبي من الأديم الظاهر بتكون العصيبة. يُسمى الجزء البطني من الأنبوب العصبي الصفيحة القاعدية؛ بينما يُسمى الجزء الظهري الصفيحة الجناحية. ويُسمى الجوف الداخلي القناة العصبية. مع نهاية الأسبوع الرابع من الحمل، تبدأ النهايات المفتوحة للأنبوب العصبي، التي تُدعى المسمات العصبية، بالانغلاق.
تستطيع شفة مسم الأريمة المزروعة تحويل الأديم الظاهر إلى نسيج عصبي ويُعتقد أنها تمتلك تأثيرًا تحريضيًا. المحرضات العصبية هي جزيئات بإمكانها تحريض التعبير الجيني العصبي في زرعات الأديم الظاهر الخارجية دون تحريض جينات الأديم المتوسط. غالبًا ما يُدرس التحريض العصبي في أجنة القيطم باعتبارها تتميز بنمط جسمي بسيط، إلى جانب وجود العديد من الواسمات الجيدة للتفريق بين الأنسجة العصبية وغير العصبية. تشمل أمثلة المحرضات العصبية كلًا من جزيئات النوجين والكوردين.
عندما تُزرع خلايا الأديم الظاهر الجنينية بكثافة منخفضة مع غياب خلايا الأديم المتوسط، فإنها تخضع للتمايز العصبي (تعبر عن الجينات العصبية)، ما يوحي بأن التمايز العصبي يشكل المصير الافتراضي لخلايا الأديم الظاهر. يعود هذا إلى عمل بروتين «بي إم بّي 4» (وهو من عائلة بروتينات «تي جي إف-بيتا») الذي يحرض تمايز زرعات الأديم الظاهر إلى البشرة. خلال التحريض العصبي، يُنتج النوجين والكوردين بواسطة الأديم المتوسط الظهري (الحبل الظهري) وينتشران داخل الأديم الظاهر العلوي من أجل تثبيط نشاط «بي إم بّي 4». يسبب هذا التثبيط تمايز الخلايا إلى خلايا عصبية. يمكن أن يؤدي تثبيط إشارات «تي جي إف-β» و«بي إم بّي» (بروتين تخلق العظم) إلى تحريض الأنسجة العصبية في الخلايا الجذعية البشرية متعددة الإمكانات بفعالية، ويُعد هذا نموذجًا للتطوير البشري المبكر.

### الدماغ الأولي
في أواخر الأسبوع الرابع، ينثني الجزء الأكبر من الأنبوب العصبي في مستوى الدماغ المتوسط المستقبلي. يقع فوق الدماغ المتوسط الدماغ الأمامي (الدماغ المقدم) بينما يقع أسفله الدماغ الخلفي (الدماغ المؤخر). تتشكل الحويصلية البصرية (التي ستصبح في النهاية العصب البصري والشبكية والقزحية) في الصفيحة القاعدية من الدماغ الأمامي.
يتشكل النخاع الشوكي من الجزء السفلي للأنبوب العصبي. يحتوي جدار الأنبوب العصبي على الخلايا الظهارية العصبية، التي تتمايز إلى الأرومات العصبية، وتشكل الطبقة الردائية (المادة الرمادية). تنشأ الألياف العصبية من هذه الآرومات العصبية لتشكل الطبقة الهامشية (المادة البيضاء). يشكل الجزء البطني من الطبقة الردائية (الصفائح القاعدية) مناطق النخاع الشوكي الحركية، بينما يشكل الجزء الظهري (الصفائح الجناحية) المناطق الحسية. يوجد بين الصفائح الجناحية والقاعدية طبقة متوسطة تحتوي على عصبونات الجهاز العصبي الذاتي.
في الأسبوع الخامس، تتوسع الصفيحة الجناحية للدماغ الأمامي لتشكل نصفي الكرة المخية (الدماغ الانتهائي). وتتحول الصفيحة القاعدية إلى الدماغ البيني.
يؤلف كل من الدماغ البيني والدماغ المتوسط والدماغ الخلفي جذع دماغ الجنين. ويستمر الانثناء في الدماغ المتوسط. ينطوي الدماغ الخلفي باتجاه الخلف ما يسبب توسع صفيحته الجناحية لتشكل البطين الرابع للدماغ. يتكون جسر فارول والمخيخ في الجزء العلوي من الدماغ الخلفي، بينما تنشأ البصلة السيسائية في الجزء السفلي.
- أجزاء الدماغ في جنين عمره أربعة أسابيع.
- مقطع عرضي للحبل الشوكي في عمر الأربع أسابيع.
- الجهاز العصبي للجنين في عمر ستة أسابيع